# Son Je-džin
Son Je-džin (korejsky 손예진, anglický přepis: Son Ye-jin; * 11. ledna 1982), rodným jménem Son On-džin (korejsky 손언진, anglický přepis: Son Eon-jin), je jihokorejská herečka a modelka. Významné role ztvárnila v romantických a dramatických filmech jako The Classic (2003), Summer Scent (2003), Vzpomínky na lásku (2004) a April Snow (2005). Získala herecké uznání za svou všestrannost v různých žánrech, a to zejména v Alone in Love (2006), My Wife Got Married (2008), The Pirates (2014) a filmech z roku 2016 The Truth Beneath a The Last Princess. Také je známá ze seriálových románových dramat jako Mezi kapkami deště (2018) a Láska padá z nebe (2019–2020), kde ztvárnila hlavní roli.

## Kariéra

### 2000–2005: Počátky a uvedení mezi asijské star
Son Ye-jin se poprvé objevila ve vedlejší roli ve filmu režiséra Park Ki-hyunge ve filmu Secret Tears uvedeného v roce 2000. Poté následovala hlavní role v televizních dramatech jako Delicious Draft, Sun-hee a Jin-hee, a Great Ambition. Její první významná role ve filmu uvedeném v kině byla ve filmu Opojen ženami a malováním od režiséra Im Kwon-taeka, který se promítal v Cannes a v roce 2002 získal ocenění v kategorii Nejlepší režisér.
Největší úspěch její rané kariéry byl v následujících filmech Lovers 'Concerto a The Classic. Oba filmy byly v Koreji solidními hity na střední úrovni a zejména The Classic, od režiséra My Sassy Girl Kwak Jae-yonga, měl úspěch v ostatních asijských zemích jako je Hongkong a Čína a uvedla Son mezi asijské hvězdy. Son pak upevnila svůj status hvězdy Hallyu (používaný výraz pro tzv. korejskou vlnu) v roce 2003 tím, že se ujala hlavní role v televizním dramatu Summer Scent.
Její další dva filmy se také ukázaly jako obrovské asijské hity. Vzpomínky na lásku , film natočený na základě slavné japonské série, na který jen v Koreji se prodalo více než dva miliony vstupenek  Druhý film April Snow, ve kterém hrála spolu se superstar Bae Yong-joonem  byl také hitem mimo jiné i v Japonsku a Číně. Son, díky filmům The Classic a Vzpomínky na lásku dostala v Koreji titul „První láska národa“.

### 2006–2015: Filmové role v různých žánrech
Son pak převedla obrázek milé dívky i do svých dalších projektů. Vzala role jako specialistku na randění ve filmu The Art of Seduction, nebo ambiciózní reportérku ve filmu Spotlight, a nebo femme fatale ve filmu Open City, a také rozvedenou ženu v úspěšném seriálu Alone in Love. V roce 2008, její zobrazení polyandrické ženy ve filmu My Wife Got Married  jí mimo jiné vynesla ocenění „nejlepší herečka“ prestižní cenu od Blue Dragon Film Awards  a mnoho dalších cen.
Po natáčení mysteriózního thrilleru White Night  chtěla Son poněkud zábavnější projekt, takže si vybrala romantickou komediální sérii Personal Taste, následovanou hororově romantickým komediálním filmem Spellbound.
V roce 2012 hrála Son ve svém prvním blockbusteru Věž smrti, remaku hollywoodského katastrofického filmu Skleněné peklo z roku 1974. V roce 2013 se vrátila na televizní obrazovky v romantickém thrilleru Shark, a pak následoval film Blood and Ties, thriller o dceři, která má podezření, že její otec byl zapojen do případ únosu a vraždy malého chlapce.
Son si opět zahrála s Kim Nam-gilem ze seriálu Shark v dobrodružném filmu Piráti z roku 2014, který získal smíšené recenze, ale byl komerčním hitem a získal cenu Son the Best Actress Award na Grand Bell Awards. Son dále hrála v černé komedii Bad Guys Always Die s tchajwanským hercem Chenem Bolinem v čínsko-korejské koprodukci, která byla natočena na ostrově Jeju.

### 2016–dosud: Kritické uznání
V roce 2016 si Son opět zahrála s Kim Joo-hyukem z filmu My Wife Got Married, v politickém thrilleru The Truth Beneath, za který získala uznání za svůj výkon. Za svůj výkon získala ocenění jako nejlepší herečka na 25. Buil Film Awards a 17. Busan Film Critics Awards. Poté hrála princeznu Deokhye v životopisném filmu The Last Princess, který režíroval Hur Jin-ho, se kterým se setkala již u projektu April Snow. Film získal pozitivní kritiku a stal se hitem. Celosvětově přinesl 40,35 milionů USD. Son byla oceněna kritiky za její vynikající výkon v jejím zobrazení nepochopitelné hloubky emocionálních vzestupů a pádů princezny Deokhye, za kterou získala i několik cen.
V roce 2018 Son hrála společně s So Ji-subem v romantickém filmu Be with you, natočeného podle stejnojmenného japonském románu. Téhož roku se po pěti letech Son vrátila na televizní obrazovky s románovým dramatem Mezi kapkami deště, který se netají kritickým pohledem na korejskou společnost. Seriál mimo jiné řeší sexuální harašení na pracovišti nebo vztah starší ženy s mladším mužem, kterého si pro svůj chlapecký vzhled zahrál o 6 let mladší Hae-in Jeong. Série byla komerční hit a Son dostala za svůj výkon nadšené recenze. Son si také zahrála v kriminálním thrilleru Negotiation společně s Hjon Pinem, kde hrála profesionální vyjednavačku.
Jelikož si při natáčení The Negotiation s hercem Hjon Pinem opravdu sedli a chtěli si vyzkoušet vzájemnou chemii také v jiném projektu, kde budou mít více vzájemných interakcí, tak hned v roce 2019 se znovu setkali v romantickém komediálním dramatu Láska padá z nebe, kde si zahrála bohatou jihokorejskou byznysmenku, která se zamiluje do severokorejského důstojníka. Drama bylo obrovským úspěchem a je třetím nejvyšším hodnoceným korejským dramatem v historii kabelové televize. Díky němu si také připsala ocenění za popularitu z 56. udílení cen Baeksang Arts Awards.

## Osobní život
Son se hlásí ke katolickému vyznání. Má starší sestru. Miluje jógu, plavání, čtení a hudbu. Oblíbenou barvu má béžovou a roční období jaro.
Po uvedení filmu Negotiation a seriálu Láska padá z nebe byla spojována se svým hereckým kolegou Hjon Pinem. Tato informace byla potvrzena na začátku roku 2021 s tím, že se pár dal dohromady až po natáčení seriálu. 31. března 2022 se pár nechal oddat v rámci menšího soukromého obřadu. 27. června herečka na svém instagramu oznámila, že je těhotná. 27. listopadu 2022, zhruba měsíc před plánovaným termínem, porodila syna.

## Filmografie
| Rok  | Název CZ/EN               | Originální název                                    | Role                  |
| ---- | ------------------------- | --------------------------------------------------- | --------------------- |
| 2000 | Secret Tears              | Bimil, 비밀                                         |                       |
| 2002 | Lover's Concerto          | Yeonae soseol, 연애소설                             | Shim Soo-in/Gyung-hee |
| 2002 | Opojen ženami a malováním | Chihwaseon, 취화선                                  | So-woon               |
| 2003 | The Classic               | Keullaeshik, 클래식                                 | Ji-hae/Ju-hae         |
| 2003 | Crazy First Love          | Cheotsarang sasu gwolgidaehoe, 첫사랑 사수 궐기대회 | Ju Il-mae             |
| 2004 | Vzpomínky na lásku        | Nae meorisogui jiugae, 내 머리 속의 지우개          | Kim Sudžin            |
| 2005 | April Snow                | Wichool, 외출                                       | Seo-young             |
| 2005 | The Art of Seduction      | Jakeobui jeongseok, 작업의 정석                     | Ji-Woon               |
| 2007 | Yobi, The Five Tailed Fox | Cheonneyonyeou Yeoubi, 천년여우 여우비              | Yobi (dabing)         |
| 2008 | Open City                 | Moobangbi dosi, 무방비 도시                         | Baek Jang-mi          |
| 2008 | My Wife Got Married       | Anaega kyeolhonhaetda, 아내가 결혼했다              | In Ah                 |
| 2009 | White Night               | Baekyahaeng, 백야행                                 | Yu Mi-ho/Lee Ji-ah    |
| 2011 | Spellbound                | Ossakhan yeonae, 오싹한 연애                        | Yeo-Ri                |
| 2012 | Věž smrti                 | Tawo, 타워                                          | Seo Yun-hee           |
| 2013 | Blood and Ties            | Gongbum, 공범                                       | Da-eun                |
| 2014 | Piráti                    | Haejeok : badaro gan sanjuk, 해적 : 바다로 간 산적  | Jovol                 |
| 2015 | Bad Guys Always Die       | Nabbeunnomeun jookneunda, 나쁜놈은 죽는다           | Ji-yeon               |
| 2016 | The Last Princess         | Deokhyeongjoo, 덕혜옹주                             | princezna Deokhye     |
| 2016 | The Truth Beneath         | Bimileun eobda, 비밀은 없다                         | Yeon-hong             |
| 2017 | Be with You               | Jigeum mannaleo gabnida, 지금 만나러 갑니다         | Soo-Ah                |
| 2018 | Negotiation               | Hyeobsang, 협상                                     | Ha Chae-jun           |
| TBA  | Cross                     |                                                     | Vera                  |

| Rok       | Název CZ/EN          | Originální název                                      | Role              |
| --------- | -------------------- | ----------------------------------------------------- | ----------------- |
| 2001      | A Delicious Proposal | Matissneun cheonghon, 맛있는 청혼                     | Jang Hee-ae       |
| 2002      | The Great Ambition   | Daemang, 대망                                         | Choi Dong-hee     |
| 2003      | Summer Scent         | Yeoleum hyangki, 여름향기                             | Shim Hye Won      |
| 2006      | Alone In Love        | Yeonae shidae, 연애시대                               | Yoo Eun Ho        |
| 2008      | Spotlight            | Seupoteulaiteu, 스포트라이트                          | Seo Woo-jin       |
| 2010      | Secret Garden        | Sikeurit gadeun, 시크릿 가든                          | sama sebe (cameo) |
| 2010      | Personal Taste       | Gaeineui chwihyang, 개인의 취향                       | Park Kae-in       |
| 2013      | Shark                | Sangeo, 상어                                          | Jo Hae-woo        |
| 2018      | Mezi kapkami deště   | Bab jal sajuneun yeppeun nuna, 밥 잘 사주는 예쁜 누나 | Jun Jin-ah        |
| 2019-2020 | Láska padá z nebe    | Sarangeui bulsichak, 사랑의 불시착                    | Jun Se-ri         |
| 2021      | Devětatřicet         | Soreun Ahop, 서른 아홉                                | Cha Mi-jo         |